# Богаць (комуна)
Богаць, Богаці (рум. Bogați) — комуна у повіті Арджеш в Румунії. До складу комуни входять такі села (дані про населення за 2002 рік):
- Бирлой (323 особи)
- Богаць (1858 осіб)
- Бужой (443 особи)
- Глимбочел (219 осіб)
- Глимбочелу (782 особи)
- Думбрава (24 особи)
- Кіцешть (330 осіб)
- Сусень (1002 особи)

Комуна розташована на відстані 89 км на північний захід від Бухареста, 21 км на схід від Пітешть, 120 км на північний схід від Крайови, 95 км на південний захід від Брашова.

## Населення
За даними перепису населення 2002 року у комуні проживала 4981 особа.
Національний склад населення комуни:
| Національність | Кількість осіб | Відсоток |
| -------------- | -------------- | -------- |
| румуни         | 4952           | 99,4%    |
| цигани         | 27             | 0,5%     |
| угорці         | 2              | < 0,1%   |

Рідною мовою назвали:
| Мова      | Кількість осіб | Відсоток |
| --------- | -------------- | -------- |
| румунська | 4979           | > 99,9%  |
| угорська  | 2              | < 0,1%   |

Склад населення комуни за віросповіданням:
| Релігія                             | Кількість осіб | Відсоток |
| ----------------------------------- | -------------- | -------- |
| православні                         | 4962           | 99,6%    |
| римо-католики                       | 6              | 0,1%     |
| реформати                           | 5              | 0,1%     |
| адвентисти                          | 4              | 0,1%     |
| лютерани                            | 2              | < 0,1%   |
| лютерани (Аугсбурзького сповідання) | 2              | < 0,1%   |